# 41 Cooper Square
41 Cooper Square es un edificio situado en el barrio de Cooper Square del distrito de Manhattan en Nueva York (Estados Unidos). Fue diseñado por el arquitecto Thom Mayne del estudio de arquitectura Morphosis con nueve pisos y 16 258 m², y alberga la Escuela de Ingeniería Albert Nerken con espacios adicionales para los departamentos de humanidades, arte y arquitectura en la última incorporación al campus de Cooper Union. Tiene también una galería de exposiciones, un auditorio para programas públicos y un área comercial en la planta baja. El edificio era originalmente conocido como el New Academic Building y se encuentra en el sitio donde se encontraba el Edificio de la Escuela de Arte Abram Hewitt. La construcción del edificio comenzó en 2006 y se completó en septiembre de 2009. El proyecto ha sido controvertido en el vecindario de East Village, donde se encuentra 41 Cooper Square.

## Historia
El New Academic Building de Cooper Union en 41 Cooper Square se construyó en el antiguo sitio del Hewitt Building de dos pisos, una propiedad de la ciudad construida en 1912 que albergaba la Escuela de Arte de la institución. Su demolición para la construcción del Academic Building fue parte de un plan más amplio para expandir el "campus" de la universidad y remodelar el área vecina. El plan se presentó a principios de 2001 y resultó controvertido. Originalmente requería un edificio académico de nueve pisos para reemplazar el Hewitt Building, un complejo de oficinas de quince pisos para reemplazar el edificio de ingeniería, la eliminación de Taras Shevchenko Place (una pequeña calle en honor a un héroe popular ucraniano entre la iglesia ucraniana de San Jorge y el sitio), y el desarrollo de un estacionamiento en 26 Astor Place y una parcela vacía en la calle Stuyvesant para un hotel u otro inquilino comercial. Cooper Union necesitaba la aprobación de la comisión de planificación urbana para la construcción de edificios más grandes de lo normal y la transferencia de asignaciones de zonificación entre sitios antes de que se pudiera realizar el plan.
Los residentes locales y los grupos comunitarios se opusieron al plan y procedieron con una demanda con la esperanza de que se rechazara la solicitud de la universidad. Sintieron que la propuesta convertiría el carácter artístico de poca altura de East Village en un típico distrito de negocios con edificios de gran altura en el centro de la ciudad. En respuesta a las preocupaciones de la comunidad, Cooper Union modificó los planos y diseños de edificios. Se redujo la mayor parte de los dos nuevos edificios, Taras Shevchenko Place se mantendría y ya no se continuó con el desarrollo del lote en la calle Stuyvesant.
George Campbell Jr., entonces presidente de la universidad, afirmó que la expansión planificada era esencial para su supervivencia. Los profesores y los estudiantes no solo necesitaban el nuevo espacio y los recursos, sino que la escuela necesitaba nuevas fuentes de ingresos. A partir de 2002, la universidad había visto un déficit de 9 millones de dólares anuales desde 1982. Sus ingresos consistieron en el alquiler recaudado en el terreno debajo del edificio Chrysler, del que es propietario, donaciones de exalumnos y una cartera de inversiones. Debido a que Cooper Union proporcionó becas completas para todos sus estudiantes en ese momento, aumentar la matrícula en tiempos de necesidad no era una opción. Los principales activos están en bienes raíces y eso es lo que capitalizó el plan. Arrendar el estacionamiento y los espacios comerciales y de oficinas en los nuevos edificios generaría ingresos muy necesarios para la escuela.
El 3 de septiembre de 2002, el plan de expansión fue aprobado por la Comisión de Planificación de la Ciudad. Se permitieron los cambios de zonificación necesarios, lo que permitió a la escuela maximizar la cantidad de espacio para oficinas en la nueva torre y tener espacio comercial en un terreno que estaba restringido a usos educativos. Los planificadores de la ciudad sintieron que el bien público que brindaba Cooper Union superaba el impacto en la comunidad.
La construcción se llevó a cabo de 2006 a 2009, durante el cual Morphosis instaló una oficina temporal en el vestíbulo del edificio de la Fundación.
Desde el 31 de enero hasta el 2 de febrero de 2019, el edificio sufrió varias tuberías rotas durante el clima frío. En el último de estos días, se inundó con más de 12 000 galones de agua en 35 minutos, lo que resultó en la cancelación de la mayoría de las clases de ingeniería para la semana siguiente. Las clases de arquitectura y algunas de arte pudieron continuar en el edificio de la Fundación que no se vio afectado al otro lado de la calle, junto con algunas de humanidades en el espacio proporcionado por la Universidad de San Juan.

## Arquitectura

### Contexto y sitio

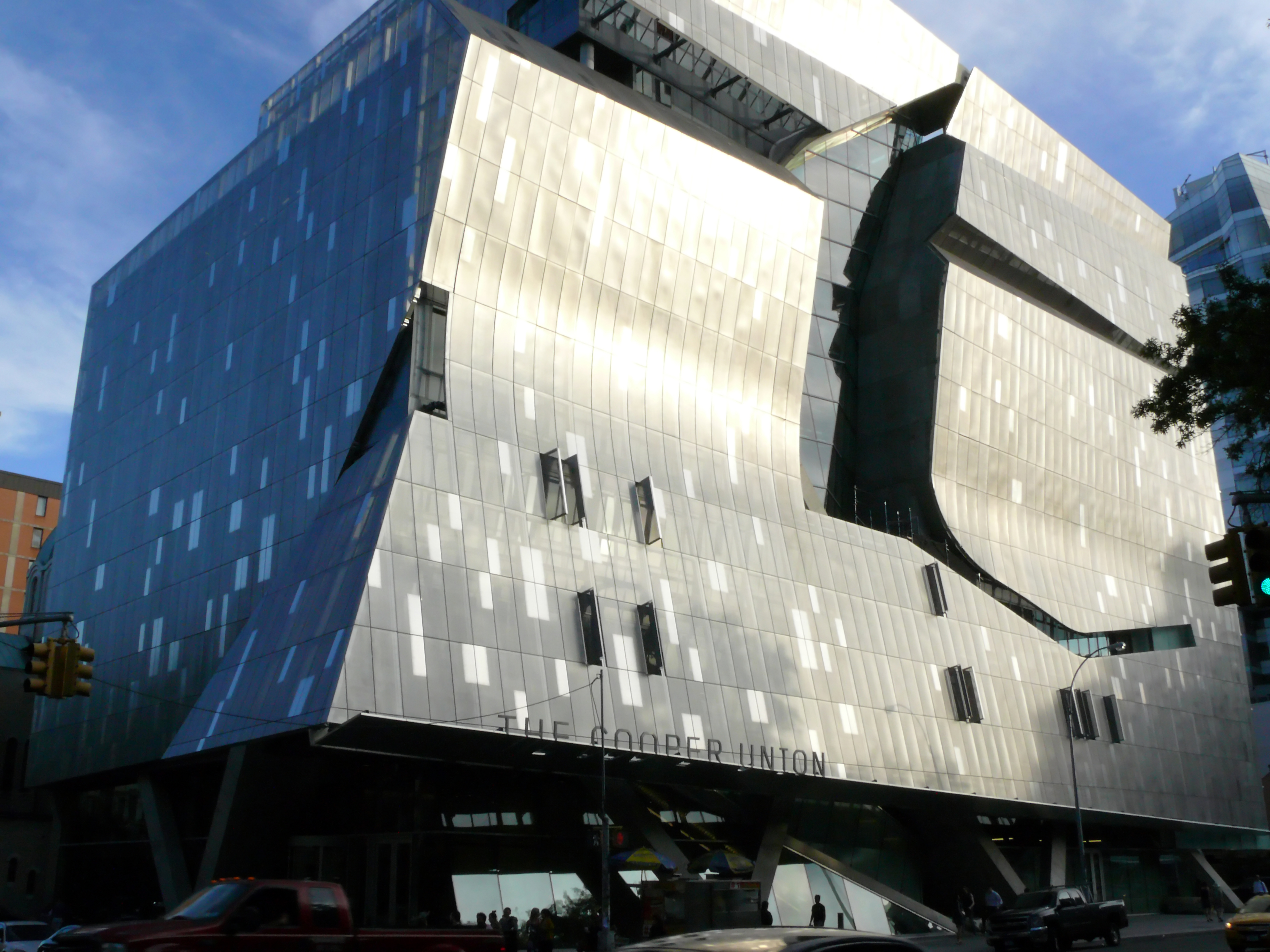
Fachada principal

El campus de Cooper Union está ubicado en el vecindario East Village de la ciudad de Nueva York en la Tercera Avenida entre las calles East 6th y 9th. Antes del plan de expansión de Cooper Union, el campus constaba de tres edificios académicos, uno para cada una de las disciplinas de arte, arquitectura e ingeniería, y un dormitorio de diecisiete pisos. Una vez que se complete la remodelación, una torre de oficinas diseñada por Fumihiko Maki reemplazará el antiguo edificio de ingeniería en 51 Astor place, con el Nuevo Edificio Académico en el antiguo sitio del edificio de arte a solo una cuadra de distancia.
El área alrededor del sitio consiste principalmente en edificios de altura baja a media con pequeños negocios comerciales en la planta baja y espacios residenciales en la parte superior. Mezclados en la escena hay varios edificios pertenecientes a la Universidad de Nueva York. El vecindario fue una vez el escenario de viviendas y almacenes de principios del siglo XX y una embriagadora escena cultural y de arte experimental en las décadas de 1960 y 1970. Los proyectos recientes, la mayoría de los cuales son parte del plan de expansión de Cooper Union, han comenzado a cambiar el perfil físico modesto. La otra pieza de arquitectura moderna introducida en este vecindario (antes del Nuevo Edificio Académico) es el edificio Sculpture for Living, una torre de condominios de lujo de gran altura, diseñada por Gwathmey Siegel & Associates Architects en 26 Astor Place. El sitio cuenta con el servicio de dos líneas de metro y muchas rutas de autobús, lo que lo convierte en un lugar deseable para los desarrolladores.
El Nuevo Edificio Académico, ubicado en la Tercera Avenida entre las calles East 6th y 7th, se encuentra en diagonal frente al Foundation Building frente a Peter Cooper Park. Mayne ubicó la entrada del vestíbulo del edificio en la esquina del bloque para hacer frente a la entrada del Edificio de la Fundación. Los dos edificios son similares en escala ya que ambos están construidos hasta sus límites y abarcan toda la manzana. Además, los niveles del suelo son visiblemente accesibles al público. El espacio comercial bordea la fachada de la Tercera Avenida del Nuevo Edificio Académico similar a las arcadas originales del Edificio de la Fundación. Como un gesto hacia la iglesia ucraniana de St. George, que está situada detrás del edificio, Mayne enmarca el reflejo de la cúpula en la fachada este del edificio.

### Forma y uso

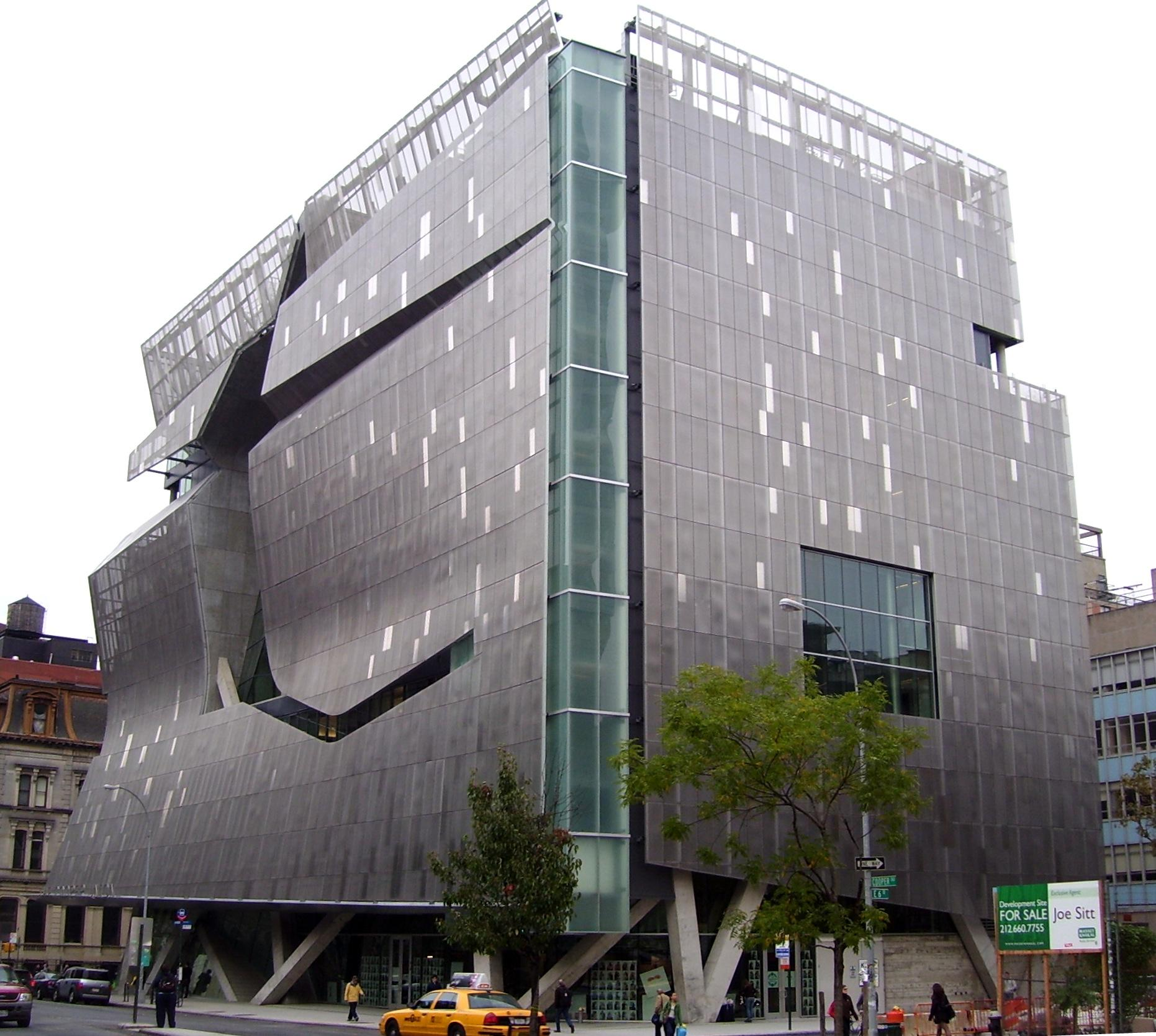
El edificio desde el sur

Tanto Mayne como Cooper Union querían crear un edificio icónico que encarnara los valores y aspiraciones de la institución como centro de educación avanzada en arte, arquitectura e ingeniería. Iba a ser un vehículo para el diálogo interdisciplinario entre las tres disciplinas, que anteriormente se habían alojado en edificios separados.
Mayne diseñó el edificio de adentro hacia afuera, comenzando con un atrio central, denominado plaza vertical. El atrio juega el papel de la plaza pública en el edificio donde puede ocurrir la interacción social. Su forma fue creada al tallar el espacio del programa y los caminos de circulación y está contenida y acentuada en una envolvente de celosía de acero que alcanza la altura total del edificio. Las aulas, oficinas, estudios y laboratorios rodean el atrio vertical y están conectados por tres escaleras separadas.
La gran escalera, que da la bienvenida a estudiantes y visitantes, parte de la planta baja y termina en la cuarta. Dos escaleras secundarias cruzan el atrio como puentes y conectan los pisos cuarto a sexto y séptimo a noveno. Para pasar del sexto al séptimo piso, hay que usar las escaleras de incendios. La discontinuidad de las escaleras pretendía promover la actividad física y aumentar las oportunidades de encuentro. Los ascensores principales se tratan de manera similar, donde las paradas se limitan al primer, quinto y octavo piso, lo que anima a los ocupantes a utilizar los puentes aéreos y las escaleras. Mayne concentró el programa de actividades estudiantiles en los mismos pisos a los que da servicio el ascensor de parada automática.
Todo el atrio se hace evidente en la fachada donde un gran corte revela la plaza al público. La circulación de los estudiantes se hace visible y desde el interior, Peter Cooper Park y el edificio de la Fundación se convierten en el centro de atención. La fachada exterior está formada por un muro cortina de acero inoxidable que envuelve todo el edificio y que Morphosis utilizó anteriormente en su diseño de la sede del Distrito 7 de Caltrans. Esta fachada personalizada de Zahner está densamente perforada excepto en ciertas áreas rectangulares, por lo que el efecto visual es una serie de formas rectangulares esparcidas por la superficie de la fachada. Está compuesto por paneles operables que pueden abrirse y cerrarse según las condiciones ambientales. En la entrada del edificio, la cortina de metal se levanta ligeramente para atraer a la gente al vestíbulo.

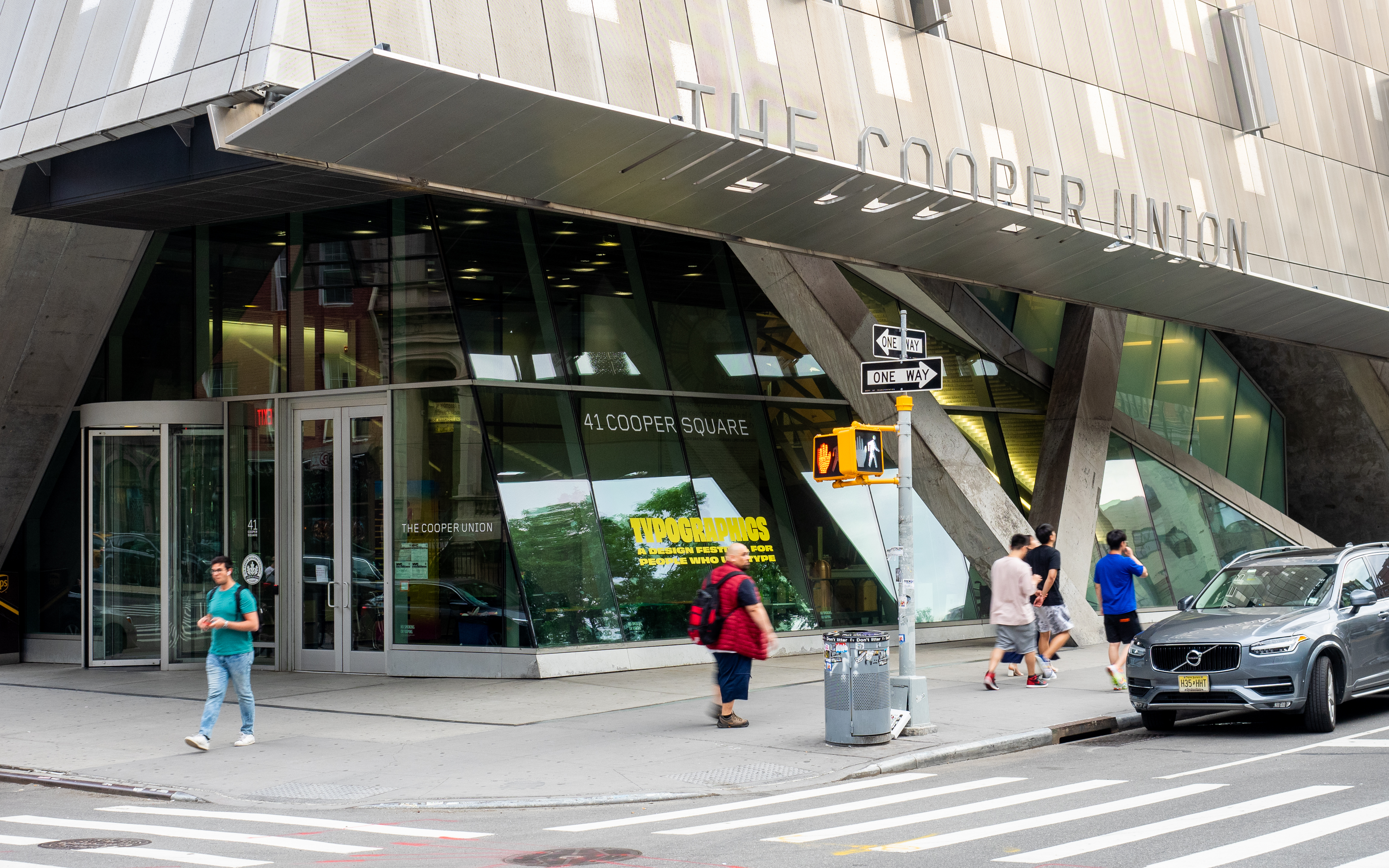
Entrada por la Tercera Avenida

La planta baja se mantiene transparente para mantener una conexión visual entre el público y los programas públicos del edificio. Los espacios comerciales y una galería de exposiciones se pueden ver desde el nivel de la calle. También hay una sala de juntas y un auditorio de doscientos asientos en el nivel inferior que alberga eventos públicos.
El techo verde del octavo piso del edificio alberga una escultura de águila de mármol de tres toneladas, anteriormente en la Escuela de Ingeniería Albert Nerken de Cooper Union en 51 Astor Place, y originalmente parte de la Estación Pensilvania de 1910.

### Materiales y métodos de construcción
El Nuevo Edificio Académico logró una calificación LEED Platino, la primera para un edificio institucional en la ciudad de Nueva York. Emplea métodos estándar de construcción en los que se moldea una estructura de hormigón armado en el sitio y se encierra en un muro cortina de aluminio y vidrio. La piel de acero inoxidable perforada operable está desplazada del vidrio pero aún unida al marco principal. Se introducen tecnologías innovadoras en el sistema de construcción para maximizar la eficiencia energética. 
Los paneles de techo radiantes de calefacción y refrigeración brindan un medio más eficiente para lograr el confort térmico, un techo verde ayuda a aislar el edificio y recolecta aguas pluviales, y una planta de cogeneración proporciona energía adicional pero recupera el calor residual. El atrio de altura completa proporciona iluminación interior diurna al núcleo del edificio y la naturaleza semitransparente de la fachada ha permitido que el setenta y cinco por ciento de los espacios ocupados estén iluminados de forma natural. El costo total del edificio fue de 166 millones de dólares o 950 dólares a por pie cuadrado.

### Importancia arquitectónica

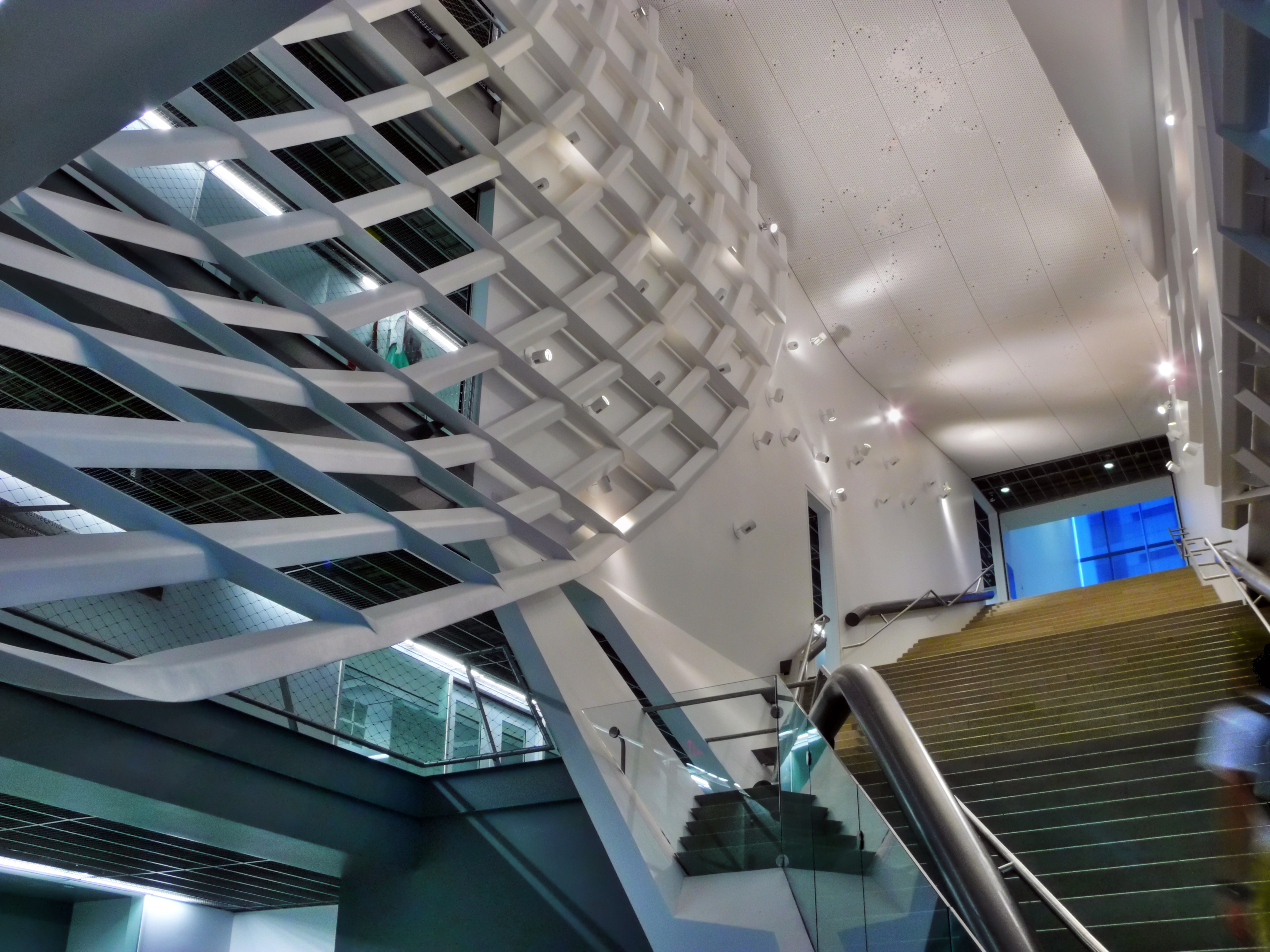
Atrio y gran escalera

41 Cooper Square incorpora tecnologías sostenibles en la función y la arquitectura del edificio. Nicolai Ouroussoff, crítico de arquitectura de The New York Times, elogió el edificio como un "ejemplo de cómo crear una arquitectura poderosa que no tiene miedo de involucrarse en su entorno urbano" y "una declaración arquitectónica audaz de valor cívico genuino".

## En la cultura popular
El edificio aparece en la serie de televisión estadounidense de 2013 The Tomorrow People como sede de la agencia Ultra. También aparece en la tercera temporada de la serie de televisión Person of Interest como sede de la empresa ficticia Lifetrace y en la primera temporada de la serie de televisión Limitless como sede de la empresa ficticia Claxion. También se utilizó como fondo para escenas de la cuarta temporada de la serie de televisión Glee. Hizo las veces del distrito 11 de la policía de Nueva York en la serie de televisión Instinct de 2018-2019.